# Carlton (South Yorkshire)
Carlton is een kleine plaats in het bestuurlijke gebied Barnsley, in het Engelse graafschap South Yorkshire. 